# 朱榑
朱 榑（しゅ ふ、至正24年11月30日（1364年12月23日）- 宣徳3年（1428年））は、明の皇族。

## 概要
初代皇帝である朱元璋（洪武帝）の七男。生母は達定妃。第3代皇帝である永楽帝の異母弟。
洪武3年（1370年）に斉王に封じられ、洪武15年（1382年）に任地に赴いた。異民族との戦いで功績を挙げるなど武勇に優れていたが、それをかさに着て傲慢で粗暴な性格だったという。これは朱元璋没後、建文帝治下で行なわれた黄子澄や斉泰らの藩王削減において格好の口実となった。建文元年（1399年）に謀反の疑いありとして応天府に召還され、有罪として庶人に落とされた上に監禁された。
後に永楽帝が即位すると復帰を許された。しかし粗暴な性格は改まることなく、遂には刺客を集めて永楽帝の暗殺を企んだとして永楽4年（1406年）にその罪状を指摘され、一族と共に庶人に落とされて追放となった。

## 子
1. 楽安悼隠王 朱賢烶
2. 長山敏順王 朱賢焌
3. 平原王 朱賢𤍘
4. 朱賢爀